# Cristatitermes
Cristatitermes es un género de termitas isópteras perteneciente a la familia Termitidae que tiene las siguientes especies:
1. Cristatitermes arenicola
2. Cristatitermes barretti
3. Cristatitermes carinatus
4. Cristatitermes froggatti
5. Cristatitermes pineaformis
6. Cristatitermes tutulatus